# 马丕烈
马丕烈（1909年—1998年），曾用名马朝伟，男，回族，甘肃临夏人，中华人民共和国政治人物，曾任甘肃省人大常委会副主任，中国国民党革命委员会中央委员会委员、甘肃省委员会主任委员。

## 家庭
父亲马占奎。